# Brażelce
Brażelce (biał. Бражэльцы; ros. Бражельцы) – wieś na Białorusi, w obwodzie grodzieńskim, w rejonie werenowskim, w sielsowiecie Bieniakonie, przy granicy z Litwą.
Po śmierci męża Wawrzyńca Puttkamera w 1850 do Brażelców z sąsiedniego majątku Bolcieniki przeprowadziła się miłość Adama Mickiewicza, Maryla Wereszczakówna, która zmarła tu w 1863.
W dwudziestoleciu międzywojennym leżały w Polsce, w województwie nowogródzkim, w powiecie lidzkim, w gminie Bieniakonie.